# Stanisław Bogusz (szlachcic)
Stanisław Tadeusz Bogusz herbu Półkozic (ur. 1762 w Żelechowie, zm. 20 lutego 1846 w Siedliskach) – szambelan króla Stanisława Augusta Poniatowskiego, senior rodu Boguszów oraz dziedzic Siedlisk, Winnicy, Zasówki i Żędzianowic. Jedna z sześciu zabitych osób w Siedliskach podczas rabacji galicyjskiej.

## Genealogia
Stanisław Tadeusz Bogusz był synem Józefa Bogusza h. Półkozic i Salomei z Przetockich. W 1794 roku poślubił córkę burgrabiego krakowskiego Apolonię Weronikę Jordan-Stojowską herbu Trąby. Dzięki małżeństwu posiadł w posagu wieś Siedliski. Z żoną doczekali się sześciu synów: Feliksa, Wiktoryna, Stanisława i Henryka oraz jednej córki Ludwiki, późniejszej małżonki Ludwika Gorajskiego herbu Korczak.

### Tablica genealogiczna rodziny Stanisława Bogusza
|               |               |               |               |               |               |  |  |                  |                  |                  |                  |                  |                  |  |  |                    |                    |                    |                    |                    |                    | Ewa Tworzyańska   | Ewa Tworzyańska   | Ewa Tworzyańska   | Ewa Tworzyańska   | Ewa Tworzyańska  | Ewa Tworzyańska  |                  |                  |              |              |                |                | Antoni Bogusz  | Antoni Bogusz  | Antoni Bogusz  | Antoni Bogusz  | Antoni Bogusz | Antoni Bogusz |               |               |               |               |               |               |
|               |               |               |               |               |               |  |  |                  |                  |                  |                  |                  |                  |  |  |                    |                    |                    |                    |                    |                    | Ewa Tworzyańska   | Ewa Tworzyańska   | Ewa Tworzyańska   | Ewa Tworzyańska   | Ewa Tworzyańska  | Ewa Tworzyańska  |                  |                  |              |              |                |                | Antoni Bogusz  | Antoni Bogusz  | Antoni Bogusz  | Antoni Bogusz  | Antoni Bogusz | Antoni Bogusz |               |               |               |               |               |               |
|               |               |               |               |               |               |  |  |                  |                  |                  |                  |                  |                  |  |  |                    |                    |                    |                    |                    |                    |                   |                   |                   |                   |                  |                  |                  |                  |              |              |                |                |                |                |                |                |               |               |               |               |               |               |               |               |
|               |               |               |               |               |               |  |  |                  |                  |                  |                  |                  |                  |  |  |                    |                    |                    |                    | Salomea Przetocka  | Salomea Przetocka  | Salomea Przetocka | Salomea Przetocka | Salomea Przetocka | Salomea Przetocka |                  |                  | Józef Bogusz     | Józef Bogusz     | Józef Bogusz | Józef Bogusz | Józef Bogusz   | Józef Bogusz   |                |                |                |                |               |               |               |               |               |               |               |               |
|               |               |               |               |               |               |  |  |                  |                  |                  |                  |                  |                  |  |  |                    |                    |                    |                    | Salomea Przetocka  | Salomea Przetocka  | Salomea Przetocka | Salomea Przetocka | Salomea Przetocka | Salomea Przetocka |                  |                  | Józef Bogusz     | Józef Bogusz     | Józef Bogusz | Józef Bogusz | Józef Bogusz   | Józef Bogusz   |                |                |                |                |               |               |               |               |               |               |               |               |
|               |               |               |               |               |               |  |  |                  |                  |                  |                  |                  |                  |  |  |                    |                    |                    |                    |                    |                    |                   |                   |                   |                   |                  |                  |                  |                  |              |              |                |                |                |                |                |                |               |               |               |               |               |               |               |               |
|               |               |               |               |               |               |  |  |                  |                  |                  |                  |                  |                  |  |  |                    |                    |                    |                    |                    |                    |                   |                   |                   |                   |                  |                  |                  |                  |              |              |                |                |                |                |                |                |               |               |               |               |               |               |               |               |
|               |               |               |               |               |               |  |  |                  |                  |                  |                  |                  |                  |  |  | Apolonia Stojowska | Apolonia Stojowska | Apolonia Stojowska | Apolonia Stojowska | Apolonia Stojowska | Apolonia Stojowska |                   |                   | Stanisław Bogusz  | Stanisław Bogusz  | Stanisław Bogusz | Stanisław Bogusz | Stanisław Bogusz | Stanisław Bogusz |              |              | Ksawery Bogusz | Ksawery Bogusz | Ksawery Bogusz | Ksawery Bogusz | Ksawery Bogusz | Ksawery Bogusz |               |               |               |               |               |               |               |               |
|               |               |               |               |               |               |  |  |                  |                  |                  |                  |                  |                  |  |  | Apolonia Stojowska | Apolonia Stojowska | Apolonia Stojowska | Apolonia Stojowska | Apolonia Stojowska | Apolonia Stojowska |                   |                   | Stanisław Bogusz  | Stanisław Bogusz  | Stanisław Bogusz | Stanisław Bogusz | Stanisław Bogusz | Stanisław Bogusz |              |              | Ksawery Bogusz | Ksawery Bogusz | Ksawery Bogusz | Ksawery Bogusz | Ksawery Bogusz | Ksawery Bogusz |               |               |               |               |               |               |               |               |
|               |               |               |               |               |               |  |  |                  |                  |                  |                  |                  |                  |  |  |                    |                    |                    |                    |                    |                    |                   |                   |                   |                   |                  |                  |                  |                  |              |              |                |                |                |                |                |                |               |               |               |               |               |               |               |               |
|               |               |               |               |               |               |  |  |                  |                  |                  |                  |                  |                  |  |  |                    |                    |                    |                    |                    |                    |                   |                   |                   |                   |                  |                  |                  |                  |              |              |                |                |                |                |                |                |               |               |               |               |               |               |               |               |
| Feliks Bogusz | Feliks Bogusz | Feliks Bogusz | Feliks Bogusz | Feliks Bogusz | Feliks Bogusz |  |  | Stanisław Bogusz | Stanisław Bogusz | Stanisław Bogusz | Stanisław Bogusz | Stanisław Bogusz | Stanisław Bogusz |  |  | Wiktoryn Bogusz    | Wiktoryn Bogusz    | Wiktoryn Bogusz    | Wiktoryn Bogusz    | Wiktoryn Bogusz    | Wiktoryn Bogusz    |                   |                   | Ludwika Gorajska  | Ludwika Gorajska  | Ludwika Gorajska | Ludwika Gorajska | Ludwika Gorajska | Ludwika Gorajska |              |              | Nikodem Bogusz | Nikodem Bogusz | Nikodem Bogusz | Nikodem Bogusz | Nikodem Bogusz | Nikodem Bogusz |               |               | Henryk Bogusz | Henryk Bogusz | Henryk Bogusz | Henryk Bogusz | Henryk Bogusz | Henryk Bogusz |

## Kariera
Wychowywał się na dworze króla Stanisława Augusta Poniatowskiego. Wyższe wykształcenie uzyskał w konwikcie Pijarów na Żoliborzu w Warszawie. W 1782 roku odbywał praktyki w sądzie grodzki w Pilznie, gdzie adwokatem był jego brat Wojciech. Był jednym z twórców konstytucji 3 maja. Po ślubie osiadł na dworze w Siedliskach, gdzie poddanym był mu między innymi przywódca rabacji galicyjskiej, Jakub Szela.

## Śmierć

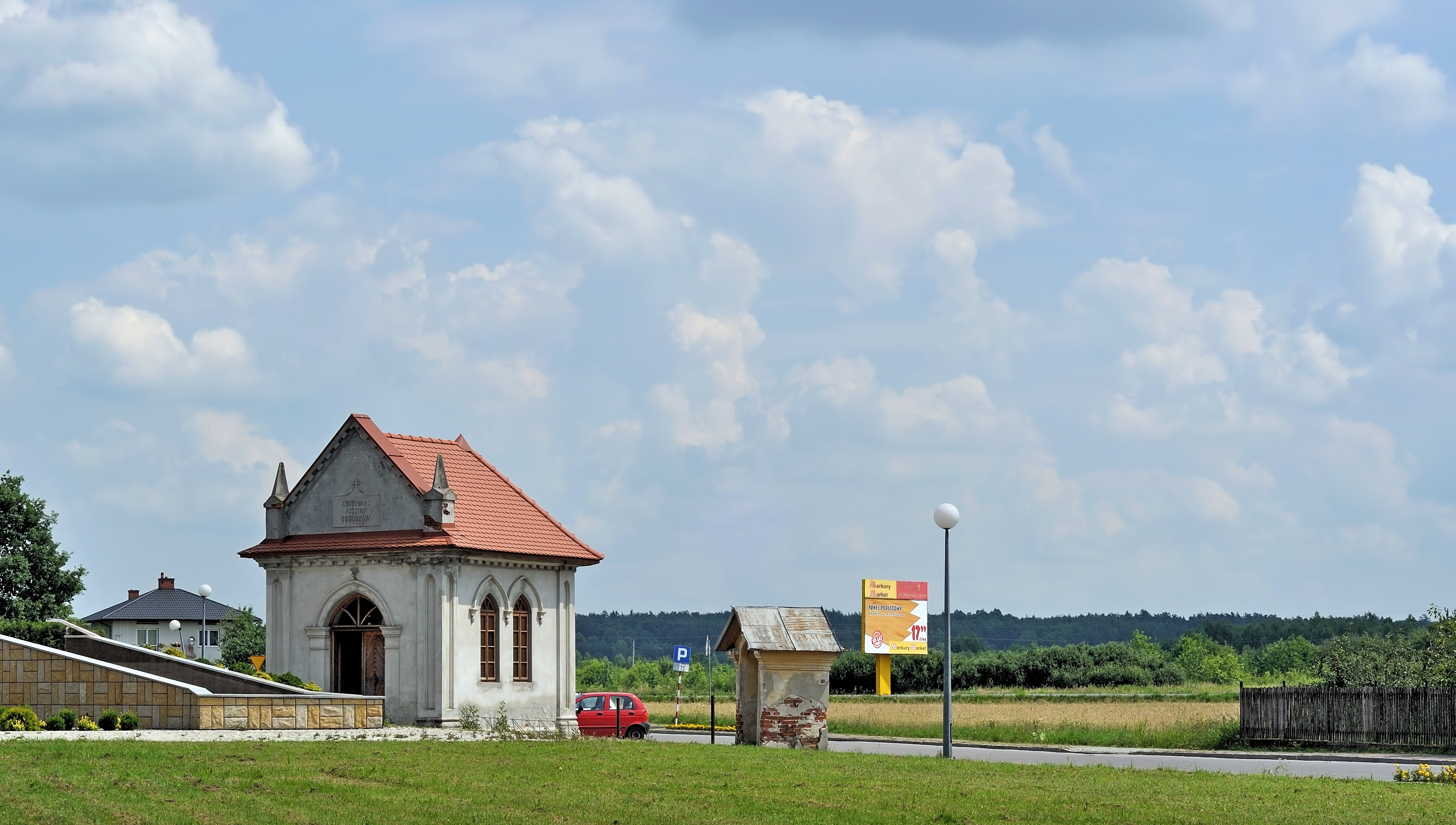
Miejsce pochówku Stanisława Bogusza

Stanisław Bogusz został zabity 20 lutego w wieku 86 lat przez Tomasza Gurzana, wójta wsi Gorzejewy. Tego dnia wraz z nim życie stracili jego syn Wiktoryn, wnuk Tytus, sędzia Kalita, ekonom Jan Stradomski oraz jego siostrzeniec, także Jan Stradomski. Zabitych wyciągnięto z domu i ułożono w rzędzie na dworskim dziedzińcu. Pośród odpowiedzialnych za ich zabicie znajdował się syn Jakuba Szeli, Stanisław. Obdarte z ubrań ciała ofiar wrzucono do jednego dołu wykopanego za cmentarzem parafialnym.

## Upamiętnienie
W 1880 roku córka Stanisława Bogusza, Ludwika Gorajska ufundowała kaplicę w miejscu pochówku ofiar. Na budynku umieszczono pamiątkową tablicę wraz ze znajdującym się na niej napisem: Ku wiecznej pamięci Stanisławowi z Ziemblic Boguszowi, Wiktorynowi, Nikodemowi, Włodzimierzowi i Tytusowi Boguszowi, Zabierzowskiemu, Pohoreckiemu, Bilińskiemu, Kalicie, Kleinowi, Stradomskiemu, Gumińskiemu, Pieszczyńskiemu, Roskusznemu, Piotrowskiemu, Olszańskiemu, Kaczkowskiemu, Powornickiemu w dniu 20 lutego 1846 r. z tego świata boleśnie zeszłym a tu pochowanym Ludwika z Boguszów Gorayska tę kaplicę postawiła 1880 r..